# Tirosalata

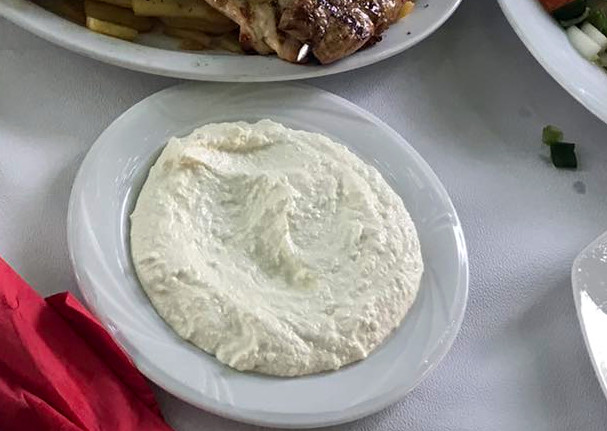
Tirosalata

Tirosalata (τυροσαλάτα) ist eine kalte griechische Vorspeise. So wird sie in Südgriechenland genannt. In Nordgriechenland nennt man sie Tirokafteri oder Chtipiti (χτυπητή) Es handelt sich um eine Schafskäsecreme, der Olivenöl, Pfeffer, Zitrone und eventuell noch scharfe grüne Peperonis beigemengt werden. Tirosalata wird gewöhnlich als Dip mit Brot verwendet.